# Campeonato Quirguiz de Futebol de 2016
O Campeonato Quirguiz de Futebol de 2016, também chamado de Top Liga foi a temporada do corrente ano da competição de nível nacional da primeira divisão de futebol do Quirguistão.[carece de fontes?] O campeonato ocorre de forma independente desde 1992, organizado a partir de então pela FFKR.

## Equipes Participantes
| Classificação | Clube         | Cidade     |
| ------------- | ------------- | ---------- |
| 1º            | Alay          | Osh        |
| 2º            | Dordoi        | Bishkek    |
| 3º            | Alga          | Bishkek    |
| 4º            | Abdish-Ata    | Kant       |
| 5º            | FK Kara-Balta | Kara-Balta |
| 6º            | FK Ala-Too    | Ala-Too    |
| 7º            | Aldiyer       | Kurshab    |

## Classificação Final[6]
| Classificação | Clube         | Cidade     | Jogos | Vitórias | Empates | Derrotas | Pontos | Classificação ou rebaixamento    |
| ------------- | ------------- | ---------- | ----- | -------- | ------- | -------- | ------ | -------------------------------- |
| 1º            | Alay          | Osh        | 18    | 14       | 03      | 01       | 45     | Classificação para a Copa da AFC |
| 2º            | Dordoi        | Bishkek    | 18    | 13       | 04      | 01       | 43     | Classificação para a Copa da AFC |
| 3º            | Alga          | Bishkek    | 18    | 12       | 03      | 03       | 39     |                                  |
| 4º            | Abdish-Ata    | Kant       | 18    | 06       | 04      | 08       | 22     |                                  |
| 5º            | FK Kara-Balta | Kara-Balta | 18    | 04       | 02      | 12       | 14     |                                  |
| 6º            | FK Ala-Too    | Ala-Too    | 18    | 03       | 01      | 15       | 10     |                                  |
| 7º            | Aldiyer       | Kurshab    | 18    | 02       | 01      | 15       | 07     |                                  |